# 818. medicinska brigada (ZDA)
818. medicinska brigada (izvirno angleško 818th Medical Brigade) je bila medicinska brigada Kopenske vojske Združenih držav Amerike.

## Zgodovina
Leta 1992 je bila brigada preoblikovana v 818. bolnišnični center.